# Liste aktiver Brauereien in Polen
In der folgenden Liste sind die Braustätten in Polen aufgelistet, also die Orte, an denen Bier tatsächlich gebraut wird.

## Braukonzerne

### Browary Regionalne Jakubiak
| Brauerei           | Sitz          | Gründungsjahr | Ausstoß in hl | Einige Marken |
| Brauerei Ciechan   | Ciechanów     | 1864          | 60.000        | Ciechan Miodowe, Ciechan Wyborne, Ciechan Mocne, Ciechan Marcowe, Ciechan Shandy, Ciechan Stout, Ciechan AIPA, Krzepiak, Porter Grudniowy |
| Brauerei Lwówek    | Lwówek Śląski | 1850          | 80.000        | Lwówek Książęcy, Lwówek Ratuszowy, Lwówek Wiedeński, Lwówek Belg, Lwówek Malinowe, Wrocławskie, Lwówek Porter 18                          |
| Brauerei Bojanowo  | Bojanowo      | 1881          | 80.000        | Bojan Czarny, Toporek, Wielkopolskie, Strażackie, Szwejk, Kokosowe, Maorys, Somero                                                        |
| Brauerei Biskupiec | Biskupiec     | 1885          |               | |

### Carlsberg Polska
| Brauerei           | Sitz     | Gründungsjahr | Ausstoß in hl | Einige Marken                           |
| Brauerei Bosman    | Szczecin | 1845          | 1.600.000     | Bosman                                  |
| Brauerei Kasztelan | Sierpc   | 1969          | 2.500.000     | Kasztelan, Harnaś, Okocim               |
| Brauerei Okocim    | Brzesko  | 1845          | 5.800.000     | Carlsberg, Harnaś, Okocim, Piast, Karmi |

### Kompania Piwowarska
| Brauerei               | Sitz      | Gründungsjahr | Ausstoß in hl | Einige Marken           |
| Brauerei Dojlidy       | Białystok | 1891          | 2.200.000     | Dębowe Mocne, Żubr      |
| Brauerei Tychy         | Tychy     | 1629          | 8.000.000     | Książęce, Tyskie, Wojak |
| Großpolnische Brauerei | Poznań    | 1975          | 7.500.000     | Lech, Redd’s            |

### Van Pur
| Brauerei           | Sitz      | Gründungsjahr | Ausstoß in hl | Einige Marken           |
| Brauerei Zabrze    | Zabrze    | 1860          | 1.250.000     | Super Piwosz, Śląskie   |
| Brauerei Jędrzejów | Jędrzejów | 1823          | 420.000       | Rybnicki Full, Strzelec |
| Brauerei Koszalin  | Koszalin  | 1874          | 650.000       | Brok, Kanclerz          |
| Brauerei Łomża     | Łomża     | 1968          | 1.000.000     | Łomża, Korona           |
| Brauerei Van Pur   | Rakszawa  | 1993          | 1.200.000     | Karpackie, Van Pur      |

### Grupa Żywiec
| Brauerei                | Sitz         | Gründungsjahr | Ausstoß in hl | Einige Marken |
| Brauerei Braniewo       | Braniewo     | 1854          |               | Braniewo |
| Schlossbrauerei Cieszyn | Cieszyn      | 1846          | 160.000       | Brackie, Cieszyński, Żywiec Porter, Żywiec APA, Żywiec Saison                                                                    |
| Brauerei Elbląg         | Elbląg       | 1872          | 3.000.000     | EB, Kaper, Specjal |
| Brauerei Leżajsk        | Stare Miasto | 1978          | 3.000.000     | Leżajsk, Tatra |
| Brauerei Namysłów       | Namysłów     | 1321          | 1.000.000     | Namysłów Pils, Namysłów Niepasteryzowane, Namysłów Białe Pszeniczne, Kozackie, Zamkowe, Złoty Denar Chmielowy, Złoty Denar Mocne |
| Brauerei Nepomucen      | Szkaradowo   | 2015          |               | |
| Brauerei Warka          | Warka        | 1975          | 3.500.000     | Heineken, Kujawiak, Królewskie, Strong, Warka                                                                                    |
| Brauerei Żywiec         | Żywiec       | 1856          | 5.500.000     | Żywiec, Desperados, Freeq, Żywiec Jasne, Żywiec Marcowe, Żywiec Bock, Żywiec Białe                                               |

## Mittelständische Brauereien
| Brauerei                       | Sitz                      | Gründungsjahr | Ausstoß in hl | Einige Marken |
| Brauerei Amber                 | Bielkówko                 | 1994          | 50.000        | Żywe, Złote Lwy, Koźlak, Grand Imperial Porter, Pszeniczniak, Johannes, Amber Chmielowy, Amber Naturalny, seria: Po Godzinach |
| Brauerei Antybrowar            | Łódź                      | 2015          |               | |
| Brauerei Piwoteka              | Łódź                      | 2013          |               | |
| Brauerei Artezan               | Natolin Błonie            | 2012 2015     | 300           | Bière blanche, Pacific |
| Brauerei Bartek                | Cieśle                    | 1992          | 1.000         | Bartek |
| Brauerei Bazyliszek            | Natolin                   | 2015          |               | Wwa, Rafineria |
| Brauerei Bednary               | Bednary                   | 2014          |               | Piwo Łowickie |
| Brauerei Beer Bros             | Żyrardów                  | 2015          | 2.000         | Ice Tea Ale, Dżentelmenel, Hippie IPA |
| Brauerei BeerLab               | Łoziska                   | 2013          |               | BeerLab, Rubio, Estilo, Desir, Rogue, Piaseczyńskie, Lesznowolskie |
| Brauerei Brodacz               | Sopot                     | 2015          | 700           | Masochista, Dla Paskudnych Pijaków, California, Pinki |
| Brauerei Bytów                 | Bytów                     | 2015          |               | Bytów, Polka Pils, Pomorzanin |
| Brauerei Sobótka-Górka         | Sobótka-Górka             | 2013          |               | |
| Brauerei Cornelius             | Piotrków Trybunalski      | 1999          | 1.000.000     | Cornelius, Trybunał |
| Brauerei Czarnków              | Czarnków                  | 1893          | 50.000        | Noteckie, Eire Noteckie, Gniewosz |
| Brauerei De Facto              | Zgoda                     | 2017          |               | Granat Chmielowy, Mgławica, Poranek w Tokio, Hegemon |
| Brauerei Dukla                 | Cergowa                   | 2015          |               | |
| Brauerei Edi                   | Nowa Wieś                 | 1996          | 6.500         | Wschowskie, Dworskie, Swojskie |
| Brauerei Fortuna               | Miłosław                  | 1889          |               | Fortuna, Miłosław, Komes Porter Bałtycki |
| Brauerei Fuhrmann              | Połczyn-Zdrój             | 1825          | 350.000       | Abbé Weizen, Brewer, Starovar |
| Brauerei Głubczyce             | Głubczyce                 | 1856          |               | Rycerskie, Hammer |
| Brauerei Gościszewo            | Gościszewo                | 1991          | 20.000        | Rycerz, Naturalne |
| Brauerei Grodzisk Wielkopolski | Grodzisk Wielkopolski     | 1880          | 90.000        | Piwo z Grodziska, Bernardyńskie |
| Brauerei Grybów                | Siołkowa                  | 1887          | 80.000        | Lach Pełne, Pilsweiser |
| Brauerei Gryf                  | Szczyrzyc                 | 2015          |               | Opackie, Grodzisko, Przeora |
| Brauerei Hopium                | Nowy Drzewicz             | 2015          |               | |
| Brauerei Jabłonowo             | Jabłonowo                 | 1992          |               | Imperator, Strong, Belfast, Jabłonowo Mocne |
| Brauerei Jagiełło              | Pokrówka                  | 1993          |               | Magnus |
| Brauerei Jan Olbracht          | Piotrków Tryb.            | 2014          |               | |
| Brauerei Jan                   | Zawiercie                 | 2015          |               | |
| Brauerei Kamionka              | Kamionka                  | 2014          | 20.000        | Konstancin |
| BrauereiKoreb                  | Łask                      | 2005          |               | Łaskie, Herbowe |
| Brauerei Kormoran              | Olsztyn                   | 1993          | 50.000        | Kormoran, Porter Warmiński, Warnijskie, Orkiszowe, Rześkie, Świeże, Krzepkie, Warmiak, Irish Beer, Wiśnia w Piwie, Miodne, Podpiwek Warmiński, Podróże Kormorana |
| Brauerei Krajan                | Trzeciewnica              | 1993          | 100.000       | Bawar, Czarny Koń, Jakt, Krajan, Nakielskie |
| Brauerei Maryensztadt          | Zwoleń                    | 2015          |               | |
| Brauerei Jura                  | Zawiercie                 | 1997          | 20.000        | Zawiercie |
| Brauerei Nr 1 Lublin           | Lublin                    | 1912          | 1.700.000     | Goolman, Perła Chmielowa, Perła Export, Perła Niepasteryzowana, Perła Mocna, Perła Koźlak, Lubelskie Pils, Lubelskie Mocne, Trybunalskie Miodowe, Zwierzyniec, Perła Miodowa |
| Brauerei Nr 1 Łódź             | Łódź                      | 1867          |               | Junak, Porter Łódzki, Sarmackie Mocne |
| Brauerei Pałacyk Łąkomin       | Łąkomin                   | 2015          |               | |
| Brauerei Piwne Podziemie       | Rożdżałów                 | 2014          |               | |
| Brauerei Podgórz               | Rabka–Zdrój               | 2014          |               | |
| Brauerei Pracownia Piwa        | Modlniczka                | 2013          |               | Hey Now, Crack, Cent Us, Dwa Smoki, And Rus |
| Brauerei Profesja              | Wrocław                   | 2015          |               | |
| Brauerei ReCraft               | Świętochłowice            | 2014          |               | |
| Brauerei Roch                  | Nowe Rochowice            | 2015          | 1.400         | ROCH |
| Brauerei Słodowy Dwór          | Harasimowicze             | 2015          |               | |
| Brauerei Spółdzielczy          | Puck                      | 2015          |               | Flagowe, Cumowe |
| Brauerei Stara Szkoła          | Osmola                    | 2015          |               | |
| Brauerei Staropolski           | Zduńska Wola              | 1892          | 100.000       | Staropolskie, PRL, Kultowe, Złoty Ul, Anstadt, Pomorskie, Bestbir |
| Alte Brauerei Kościerzyna      | Kościerzyna               | 2018          | 50.000        | Lager, Pszeniczne, Ciemna 10, Red Lager, AIPA, IPA, Feelemon, Obuch, Żurawinowe |
| Brauerei Stu Mostów            | Wrocław                   | 2014          | 5.000         | WRCLW (Pils, Dunkelweizen, Roggenbier), Salamander (AIPA, Pale Ale, American Wheat, Wheat Porter, Strong Witbier), Art (Doppel Weizenbock German IPA, Nigredo Chocolate Mint Foreign Extra Stout, Coffee Milk Dark Lager)                                                                       |
| Brauerei Świdnica              | Świdnica                  | 2015          |               | |
| Brauerei Tarczyn               | Tarczyn                   | 2005          | 20.000        | Rysy |
| Brauerei Twigg                 | Krakau                    | 2014          |               | |
| Brauerei Ursa Maior            | Uherce Mineralne          | 2013          | 6.000         | Ursa z Połoniny, Royzbawiony, Deszcz w Cisnej, Megaloman, Dobra Karma, Bombina Blues, Śnieg na Beniowej, Blonde Cascade, Blonde Palisade, Renegat, Eskulap, Rosa z Kremenarosa, Rzeźnik, Żar nad Wetliną, Wataha, Dwa Misie, Pantokrator, Podróżnik, Rejwach na Kazimierzu, No Guru, Przemytnik |
| BrauereiWarsztat Piwowarski    | Wrocław                   | 2015          |               | |
| Brauerei Wąsosz                | Wąsosz                    | 1994          | 20.000        | Marynka Pils, Wąsosz |
| Brauerei Wiślany               | Warschau                  | 2015          | 10.000        | Dobry Pasterz, Wiślane No.2, Folkowe, Gentleman, Ladies |
| Brauerei Witnica               | Witnica                   | 1848          | 50.000        | Black Boss Porter, Lubuskie |
| Brauerei Zakładowy             | Poniatowa                 | 2016          |               | |
| Brauerei Zamkowy               | Racibórz                  | 1567          | 20.000        | Raciborskie, Twierdzowe |
| Brauerei Zarzecze              | Zarzecze                  | 2014          |               | Birbant, Kingpin, Pinta, Solipiwko, Wrężel |
| Brauerei Zodiak                | Bierzwienna Długa-Kolonia | 1997          | 30.000        | Lew, Zodiak, Włocławskie |
| Brauerei Zwierzyniec           | Zwierzyniec               | 1805          | 36.000        | Zwierzyniec |

## Restaurantbrauereien
| Stadt                | Brauerei                      | Gründungsjahr | Internetseite             |
| -------------------- | ----------------------------- | ------------- | ------------------------- |
| Biała Podlaska       | Osjann                        | 2014          | browarosjann.pl           |
| Białystok            | Gloger                        | 2015          | browargloger.pl           |
| Białystok            | Stary Rynek                   | 2016          | www.royal-hotel.pl/browar |
| Bielsko-Biała        | Miejski Bielitzer             | 2011          | browarmiejski.pl          |
| Bielsko-Biała        | Wirtuozeria                   | 2016          | restauracjawirtuozeria.pl |
| Bydgoszcz            | Warzelnia Piwa                | 2011          | warzelniapiwa.pl          |
| Bytom                | Piwnica Gawronów              | 2016          | www.piwnicagawronow.pl    |
| Chorzów              | Reden                         | 2013          |                           |
| Chrząstawa Mała      | Widawa                        | 2012          | browarwidawa.pl           |
| Czechowice-Dziedzice | Dziedzice                     | 2014          | browardziedzice.pl        |
| Częstochowa          | Czenstochovia                 | 2009          | czenstochovia.pl          |
| Duszniki-Zdrój       | Jamrozowa Polana              | 2015          | jamrozowapolana.com       |
| Gdańsk               | Brovarnia                     | 2008          | brovarnia.pl              |
| Gdańsk               | Piwna                         | 2012          | browarpiwna.pl            |
| Gdańsk               | Trójmiejski Lubrow            | 2013          | lubrow.pl                 |
| Gdańsk               | Vrest                         | 2016          | vrest.pl                  |
| Gdynia               | Port Gdynia                   | 2016          | browarportgdynia.com      |
| Gliwice              | MajEr                         | 2011          | minibrowarmajer.pl        |
| Hrubieszów           | Sulewski                      | 2013          | browarsulewski.pl         |
| Jedlina-Zdrój        | Jedlinka                      | 2014          | browarjedlinka.pl         |
| Kalisz               | Kaliski (Złoty Beer)          | 2006          | browarkaliski.pl          |
| Kamienica            | Kamienica                     | 2015          | browarkamienica.pl        |
| Katowice             | Bierhalle                     | 2006          | bierhalle.pl              |
| Katowice             | Spiż                          | 2005          | spiz.pl                   |
| Koszalin             | Kowal                         | 2008          | minibrowarkoszalin.pl     |
| Kościerzyna          | Stary Browar Kościerzyna      | 2013          | starybrowarkoscierzyna.pl |
| Krakau               | C.K. Browar                   | 1996          | ckbrowar.com              |
| Krakau               | Lubicz                        | 2015          | browar-lubicz.com.pl      |
| Krakau               | Stara Zajezdnia               | 2013          | starazajezdniakrakow.pl   |
| Krakau               | T.E.A. Time Brewpub           | 2014          | teatimebrewpub.pl         |
| Kujanki              | Poziomka                      | 2013          | kujanki.com.pl            |
| Miedzianka           | Miedzianka                    | 2015          | browar-miedzianka.pl      |
| Nowy Sącz            | Trzy Korony                   | 2013          | browartrzykorony.pl       |
| Lublin               | Alan Hugs                     | 2015          |                           |
| Lublin               | Grodzka 15                    | 2009          | grodzka15.pl              |
| Lublin               | Lwów                          | 2013          | hotel-lwow.pl             |
| Łódź                 | Bierhalle                     | 2006          | bierhalle.pl              |
| Łódź                 | Klubopiwiarnia                | 2016          | http://klubopiwiarnia.pl/ |
| Łódź                 | Księży Młyn                   | 2014          | browarksiezymlyn.pl       |
| Olsztyn              | Warmia                        | 2015          | browarwarmia.pl           |
| Oława                | CTKiR Browar Probus           | 2015          | probus.olawa.pl           |
| Płock                | Minibrowar Płock              | 2006          | hotelplock.pl             |
| Płock                | Tumski                        | 2008          | browartumski.pl           |
| Poznań               | Brovaria                      | 2004          | brovaria.pl               |
| Poznań               | Ułan Browar                   | 2016          | ulanbrowar.pl             |
| Poznań               | Bierhalle                     | 2017          | bierhalle.pl              |
| Puławy               | Trzy Korony                   | 2011          | trzy-korony.com           |
| Racibórz             | Rynek                         | 2013          |                           |
| Radom                | Pivovaria                     | 2008          | pivovaria.pl              |
| Rybnik               | Tragarz                       | 2013          |                           |
| Rzeszów              | Browar Manufaktura Rzeszów    | 2017          | browar-manufaktura.pl     |
| Rzeszów              | Stary Browar Rzeszowski       | 2013          | bristol-rzeszow.pl        |
| Siedlce              | BroFaktura                    | 2014          | brofaktura.pl/browar      |
| Sławice              | Słociak                       | 2012          | slociak.pl                |
| Sopot                | Browar Miejski Sopot (BMS 35) | 2014          | browarmiejskisopot.pl     |
| Starogard Gdański    | Kociewski                     | 2015          | ren.com.pl                |
| Szaflary             | Zadyma                        | 2011          | zadyma.eu                 |
| Szczecin             | Nowy Browar Szczecin          | 2014          | nowybrowar.pl             |
| Szczecin             | Stara Komenda                 | 2011          | starakomenda.pl           |
| Szczecin             | Wyszak                        | 2015          | browarwyszak.pl           |
| Szczyrzyc            | Marysia                       | 2009          |                           |
| Szymbark             | Kaszëbskô Kóruna              | 2011          | cepr.pl                   |
| Tleń                 | Przystanek Tleń               | 2015          | przystanektlen.pl         |
| Toruń                | Jan Olbracht                  | 2012          | browar-olbracht.pl        |
| Uniejów              | Wiatr                         | 2016          | browarwiatr.pl            |
| Ustka                | Ustka                         | 2014          |                           |
| Ustroń               | Wrzos                         | 2013          | wrzos.ustron.pl           |
| Warschau             | BrowArmia Królewska           | 2005          | bierhalle.pl/browarmia    |
| Warschau             | Bierhalle                     | 2005          | bierhalle.pl              |
| Warschau             | Bierhalle Wilanów             | 2015          | bierhalle.pl              |
| Warschau             | Grill de Brasil               | 2011          | browardebrasil.pl         |
| Wieliczka            | Karczma Pod Wielką Solą       | 2016          | karczma-wieliczka.pl      |
| Wojkówka             | ZZ                            | 2013          | zzbrowar.pl               |
| Wrocław              | Prost                         | 2015          | browarprost.pl            |
| Wrocław              | Złoty Pies                    | 2015          | zlotypies.com             |
| Wrocław              | Spiż                          | 1992          | spiz.pl                   |
| Zakopane             | Watra                         | 2013          | browarwatra.pl            |
| Zamość               | Zamość                        | 2012          | browarzamosc.pl           |
| Zielona Góra         | Haust                         | 2005          | haust.pl                  |
| Żelechów             | Pałac Żelechów                | 2013          | palaczelechow.eu          |
| Żywiec               | Krajcar                       | 2012          | -                         |